# Wayne Van Rooyen
Wayne Van Rooyen (Johannesburgo, 14 de junio de 1978) es un actor y locutor sudafricano. Es más conocido por su actuación en las películas Fiela se Kind, Mayfair y Solterísima.

## Biografía
Van Rooyen nació el 14 de junio de 1978 y se crio en el suburbio Eldorado Park, en Johannesburgo, Sudáfrica. En 2003, completó la licenciatura en Arte Dramático con Honores en la Universidad de Witwatersrand.

## Carrera profesional
Después de graduarse, se unió al teatro y participó en obras de teatro como Sophiatown y The King of Laugther. Por este último, ganó el premio Naledi Theatre al Mejor Actor de Reparto. También se unió al estreno mundial de la obra Victory de Athol Fugard y a la colaboración sudafricana de la Royal Shakespeare Company de La tempestad de William Shakespeare con el Teatro Baxter.
En 2008, interpretó el papel de 'Brandon "BB" Bonthuys' en la serie de drama médico Hillside transmitida por SABC 2 y en 2005, a 'Vernon “Stokkies” Jacobs' en Scandal! transmitido por ETV. En 2011, protagonizó el programa de comedia de variedades Color TV en SABC 2 y en 2013 apareció en la serie dramática Geraamtes in die Kas.
En agosto de 2020, protagonizó la película de comedia Solterísima codirigida por Katleho y Rethabile Ramaphakela, estrenada el 31 de julio de 2020 en Netflix.

## Filmografía
| Año     | Título               | Rol                      | Tipo                     | Ref.  |
| ------- | -------------------- | ------------------------ | ------------------------ | ----- |
| 2005    | Scandal!             | Vernon “Stokkies” Jacobs | Serie de televisión      |       |
| 2006    | Hillside             | Brandon Bonthuys         | Serie de televisión      |       |
| 2006    | Cuppen               | Recepcionista            | Película para televisión |       |
| 2007–09 | Wild at Heart        | Kirk                     | Serie de televisión      |       |
| 2010    | Jozi                 | Waylon                   | Película                 |       |
| 2012    | Mad Buddies          | Técnico OB               | Película                 |       |
| 2013    | Geraamtes in die Kas | Dr. Rudy Abrahams        | Serie de televisión      |       |
| 2014    | Rose vir Rosie       | Denver Doorsen           | Película                 |       |
| 2015    | Sink                 | Paramédico #1            | Película                 |       |
| 2016    | The Empty Man        | Reclutador               | Película                 |       |
| 2017    | Swartwater           | Konstabel Van Zyl        | Serie de televisión      |       |
| 2018    | Mayfair              | Mahbeer                  | Película                 | [ 2 ] |
| 2019    | Fiela se Kind        | Vendedor de Komoetie     | Película                 |       |
| 2020    | Solterísima          | Timothy                  | Película                 |       |